# Pseudeucinetus zygops
Pseudeucinetus zygops är en skalbaggsart som beskrevs av Heller 1921. Pseudeucinetus zygops ingår i släktet Pseudeucinetus och familjen lerstrandbaggar. Inga underarter finns listade i Catalogue of Life.